# Брун фон Кверфурт
Брун фон Кверфурт, Бруно, Бонифациус (на немски: Brun (Bruno, Bonifacius) von Querfurt; * ок. 974, Кверфурт; † 14 февруари или 9 март 1009, Прусия) е архиепископ (1004), мисионер и вторият немски християнски апостол и мъченик на Прусия.

## Произход и религиозна дейсност
Той е вторият син на Брун II Стари фон Кверфурт-Шрапелау († 19 октомври 1009/1017) и съпругата му Ида († пр. 1009). Брат е на Гебхард I фон Кверфурт († ок. 1017), който наследява господството Кверфурт и е прадядо на император Лотар III.
Брун учи в прочутото катедрално училище в Магдебург и става там свещеник. През 997 г. император Ото III го взема в своята дворцова капела. Брун придружава Ото III във второто му пътуване до Италия и там става монах в манастира на „Св. Алексиус и Бонифациус“. Взема името Бонифациус.
От папа Силвестър II получава мисионерската задача за Полша. Той отива при Владимир I, князът на Киев, и от там пет месеца мисионира при печенезите.
Той тръгва с осемнадесет придружители за страната на прусите. Те са убити на 14 февруари или 9 март 1009 г. от прусите или литовците.

## Ръкописи
- Vita Sancti Adalberti (Leben des heiligen Adalbert von Prag)[4], deutscher Text in: Lorenz Weinrich, Heiligenleben zur deutsch-slawischen Geschichte: Adalbert von Prag – Otto von Bamberg, 2005, S. 70 – 117
- Brief an Heinrich II. (1008), in: Heinrich von Zeißberg: Die Kriege Kaiser Heinrich's II. mit Herzog Boleslaw I. von Polen. Gerold, Wien 1868, S. 353 – 360